# El Milà
El Milà és un municipi de la comarca de l'Alt Camp, situat a la província de Tarragona, Catalunya. Situat a la riba dreta del riu Francolí, des de fa gairebé un segle el poble no supera els 200 habitants i, a inicis del segle xix, és el segon més petit en nombre de persones de la comarca. Pot accedir-s'hi des d'Alcover per la carretera TV-7221. S'hi pot arribar per un camí en bon estat des del Rourell.

## Geografia
- Llista de topònims del Milà (Orografia: muntanyes, serres, collades, indrets..; hidrografia: rius, fonts...; edificis: cases, masies, esglésies, etc).

## Història
Alguns historiadors pensen que el seu origen és al feu de Ponç de Montoliu al voltant de l'any 1065. L'any 1194 apareix com a propietat de l'Església de Tarragona. L'any 1391 el rei Joan I va cedir tots els seus drets feudals a l'arquebisbe de Tarragona Ennec de Vallterra.
Va formar part de la Vegueria de Tarragona fins al 1716. Després va passar a formar part del Corregiment de Tarragona des del 1716 fins al 1833.
L'església vella del Milà dedicada a l'advocació de Santa Úrsula, data, possiblement, del segle xviii i es troba, per un dels seus costats, annexada a l'anomenat "castell", essent la capella d'aquest des de l'any 1711, quan va acabar-se. És un edifici d'estil gòtic, d'una nau, de planta rectangular i elaborat amb pedra i maçoneria. Segons l'historiador Carles Bertran, l'església posseïa arcs ogivals, avui dia desapareguts, que subjectaven la seva coberta, la qual era de fusta. S'hi accedia després de pujar tres graons i travessar la porta principal, adovellada amb un òcul al capdamunt. El dia de Tots Sants del 1909, un cicló va recórrer la conca del riu Francolí destruint plantacions i cases de les poblacions properes. Al Milà, el campanar de l'església, amb dues obertures per col·locar-hi dues campanes, va caure sobre la seva volta. Aquest fet va provocar que el Santíssim Sagrament fos traslladat a la casa rectoral i que la missa se celebrés allà i al "castell", propietat de la família Veciana-Sainz de la Torre. Posteriorment, es va llogar un magatzem per celebrar els oficis religiosos, situat al número 17 del carrer Major. Aquesta situació va durar dos anys.
Del 1910 al 1912 es va construir la nova església de Santa Úrsula del Milà gràcies als constructors del Milà Pere i Isidre Banús. El temple es va acabar el 24 de març del 1912 i el mateix dia s'hi va traslladar, en un acte on va participar tot el poble, el Santíssim Sagrament. L'endemà es va celebrar la primera missa i es va beneir. Dos anys i mig després, el 21 d'octubre del 1914, el secretari de cambra de l'arquebisbe de Tarragona, Llorenç Virgili, en nom d'aquest, va beneir per segona vegada l'església parroquial del Milà.

## Economia
El seu territori és pla i amb abundants pous per la seva proximitat al riu Francolí. Existeixen cultius de regadiu encara que el cultiu més important és l'avellaner. També hi ha granges dedicades a l'avicultura i al bestiar porcí. El 1970 la seva renda anual mitjana per capita era de 58.986 pessetes (354,51 euros). El 1983 el terme municipal d'El Milà comptava amb unes 35 explotacions agràries d'entre 0 i 5 hectàrees i unes 14 d'entre 5 i 50 hectàrees.

## Demografia
| 1497 f | 1515 f | 1553 f | 1717 | 1787 | 1857 | 1877 | 1887 | 1900 | 1910 |
| ------ | ------ | ------ | ---- | ---- | ---- | ---- | ---- | ---- | ---- |
| 4      | 3      | 6      | 68   | 178  | 256  | 261  | 306  | 272  | 313  |

| 1920 | 1930 | 1940 | 1950 | 1960 | 1970 | 1981 | 1990 | 1992 | 1994 |
| ---- | ---- | ---- | ---- | ---- | ---- | ---- | ---- | ---- | ---- |
| 308  | 276  | 281  | 210  | 186  | 148  | 154  | 144  | 162  | 162  |

| 1996 | 1998 | 2000 | 2002 | 2004 | 2006 | 2008 | 2010 | 2012 | 2014 |
| ---- | ---- | ---- | ---- | ---- | ---- | ---- | ---- | ---- | ---- |
| 156  | 147  | 162  | 162  | 178  | 180  | 177  | 180  | 174  | 174  |

| 2016 | 2018 | 2020 | 2022 | 2024 | 2026 | 2028 | 2030 | 2032 | 2034 |
| ---- | ---- | ---- | ---- | ---- | ---- | ---- | ---- | ---- | ---- |
| 178  | 183  | 190  | 189  | 197  | -    | -    | -    | -    | -    |

## Política

### Eleccions al Parlament de Catalunya del 2012
| Candidatura | Candidatura   | Cap de llista          | Vots | Regidors | % vots |
| ----------- | ------------- | ---------------------- | ---- | -------- | ------ |
|             | CiU           | Artur Mas              | 43   |          | 43,43  |
|             | ERC           | Oriol Junqueras        | 17   |          | 17,17  |
|             | PPC           | Alicia Sánchez-Camacho | 15   |          | 15,15  |
|             | PSC           | Pere Navarro           | 8    |          | 8,08   |
|             | ICV-EUiA      | Joan Herrera           | 8    |          | 8,08   |
|             | C's           | Albert Rivera          | 3    |          | 3,03   |
|             | CUP           | David Fernández        | 1    |          | 1,01   |
|             | Vots en blanc |                        | 3    |          | 3,03   |
|             | Altres        |                        | 1    |          | 2,02   |
| Total       | Total         | 99                     | 99   |          | 70,71  |

### Eleccions al Parlament de Catalunya del 2015
| Candidatura | Candidatura   | Cap de llista        | Vots | Regidors | % vots |
| ----------- | ------------- | -------------------- | ---- | -------- | ------ |
|             | JxSí          | Raül Romeva          | 55   |          | 45,83  |
|             | C's           | Inés Arrimadas       | 17   |          | 14,17  |
|             | PPC           | Xavier García Albiol | 15   |          | 12.5   |
|             | CSQP          | Lluís Rabell         | 11   |          | 9.17   |
|             | CUP           | Antonio Baños        | 9    |          | 7.5    |
|             | Vots en blanc |                      | 3    |          | 2,50   |
|             | Altres        |                      | 10   |          | 8,33   |
| Total       | Total         | 120                  | 120  |          | 84,51  |

## Llocs d'interès
En el seu patrimoni arquitectònic prenen rellevància el castell d'origen medieval, annexat a una capella romànica, i l'església parroquial dedicada a Santa Úrsula, d'estil neo-gòtic. També hi ha diverses masies com el Mas de l'Arengader, el Mas de les Cireres, el Mas de la Roella, el Mas de Tell o el Mas de Marxant.

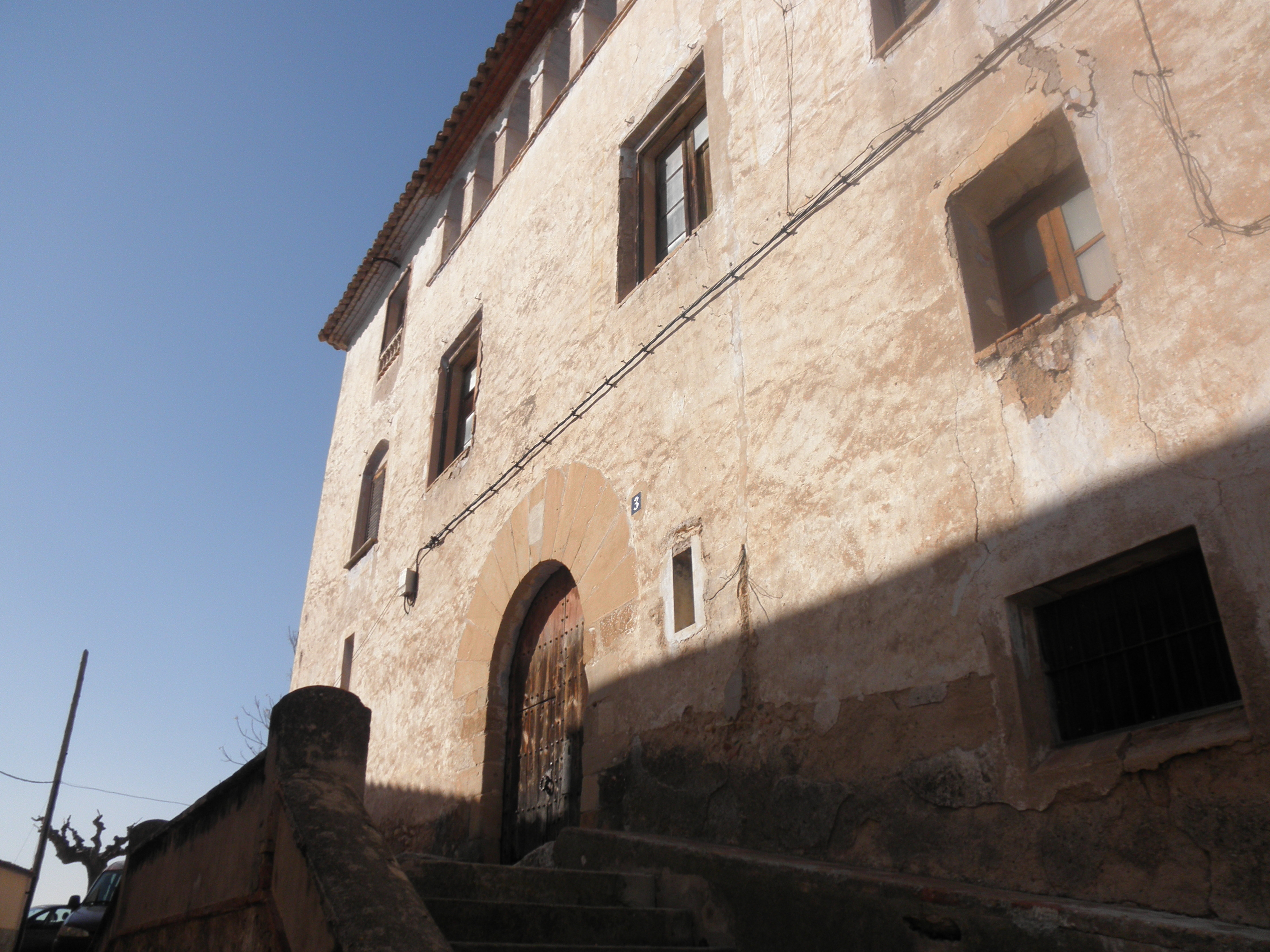
Castell del Milà (BCIN)
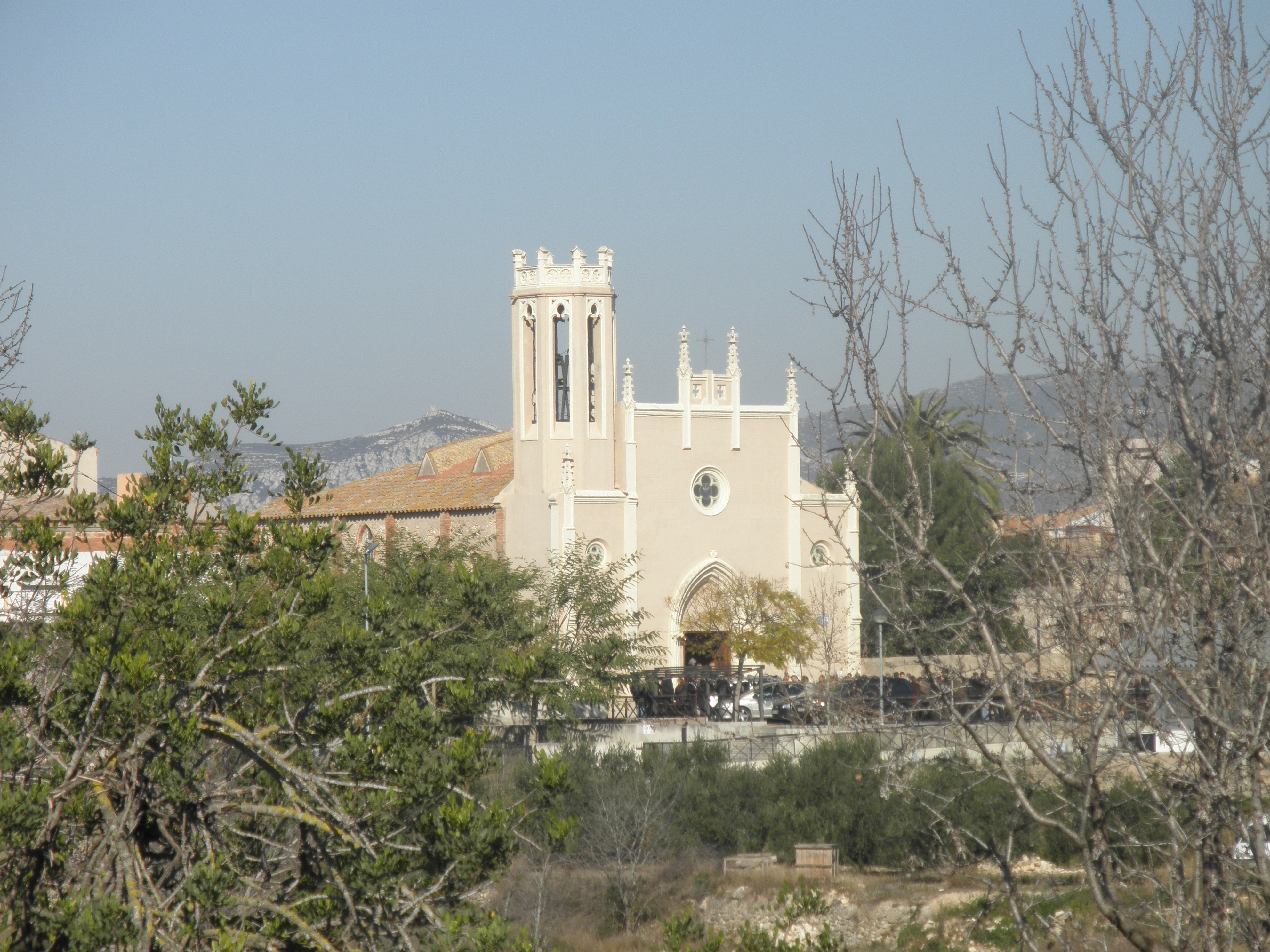
Vista de l'església del poble des d'un turó proper
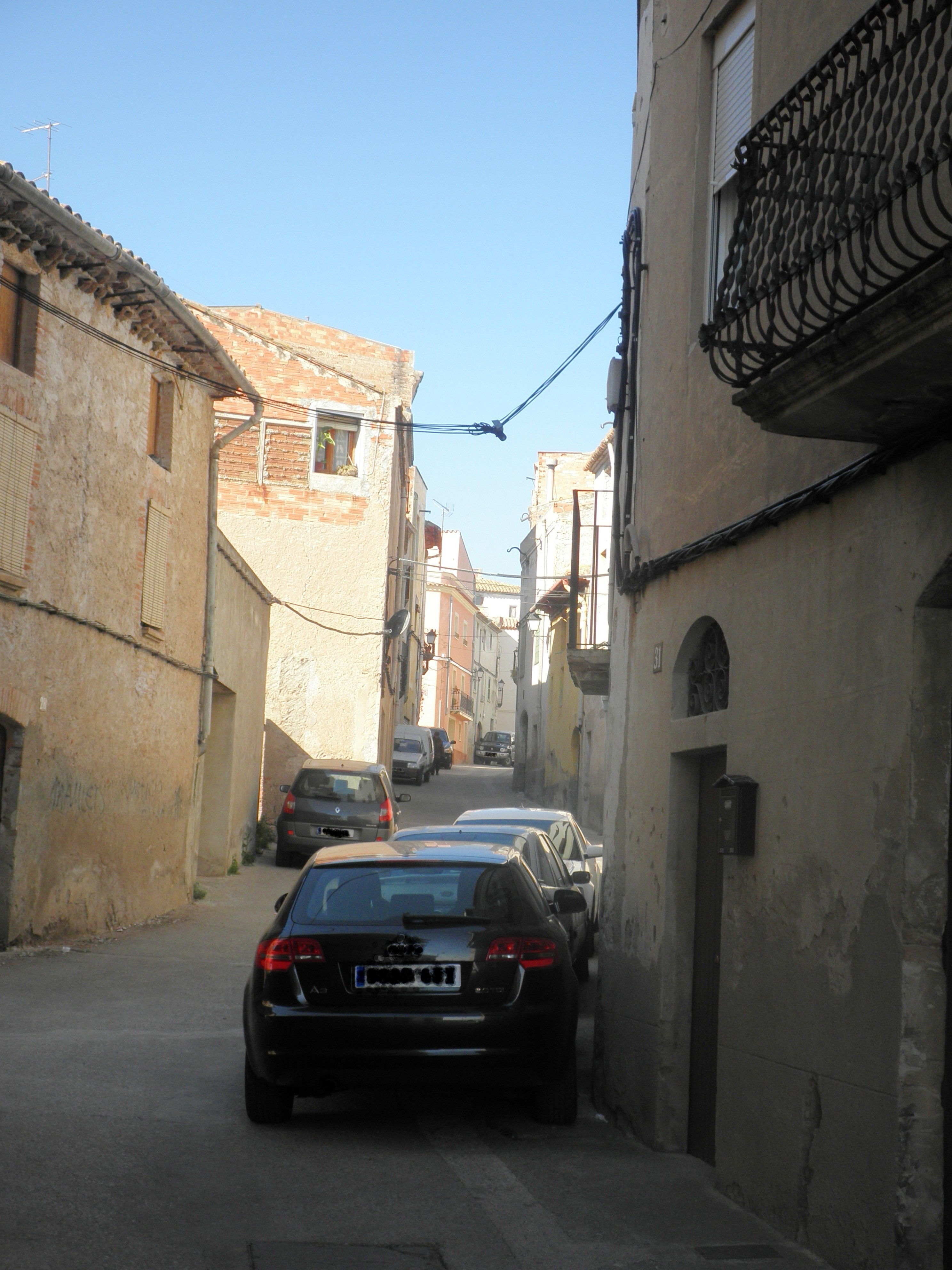
Carrer major del poble
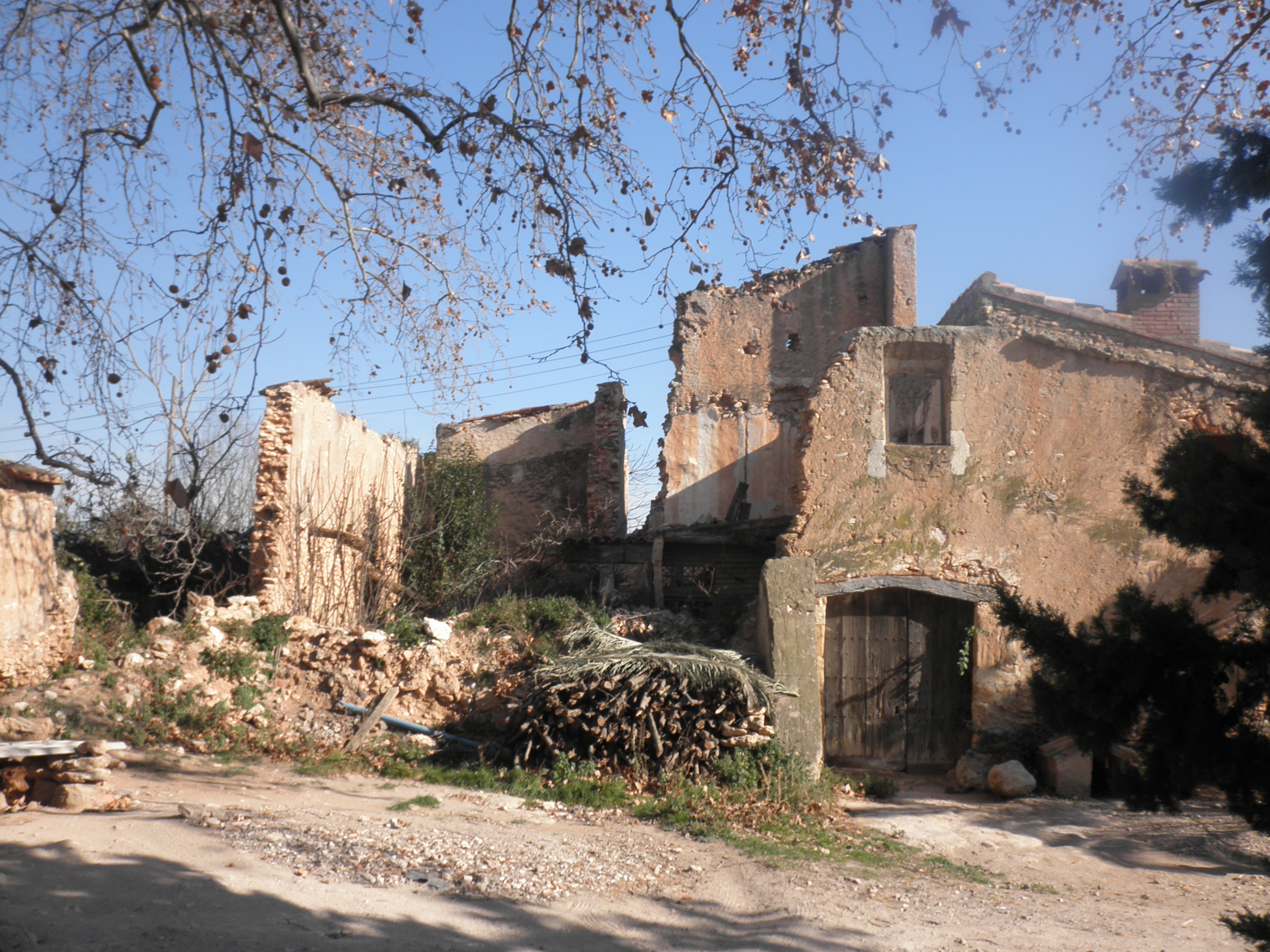
El Mas de Marxant

## Festes locals
- La festa major se celebra el cap de setmana més proper a la festivitat de Sant Isidre que és el dia 15 de maig.
- La festivitat de santa Úrsula de Colònia el tercer diumenge d'octubre.

## Personatges destacats
Entre els seus fills il·lustres destaquen Joan Martí Alanis, un eclesiàstic català, bisbe d'Urgell i copríncep d'Andorra des del 1970 fins al 2003, i Felip de Veciana Caylà, advocat i besnet de Pere Màrtir de Veciana i de Miró, alcalde de Valls i comandant de les Esquadres, origen dels Mossos d'Esquadra.